# Pražský posel (Krameriovy noviny)
Pražský posel byl časopis, který vycházel v letech 1801–1803 jako příloha Krameriových c. k. vlasteneckých novin.
Soupis spisů Václava Matěje Krameria, uvedený na stranách 18–29 Databáze Národní knihovny České republiky v textu Upomínka na slavnost Krameriovu, konanou v Klatovech 28. dne září 1868, uvádí jednotlivé publikace, jež byly postupně publikovány po číslech jako přílohy časopisu Pražský posel:
- Úplné vypsání Egypta (počínaje č. 27/1802, 216 stran)
- Historické vypsání velikého mongolského císařství (1803, 192 stran)
- Historické vypsání, kterak čtvrtý díl světa, Amerika, od Kolumbusa vynalezen byl (1803, 144 stran)

V. M. Kramerius vydal tyto publikace také samostatně, knižně. V této formě jsou vedeny v databázi Národní knihovny ČR.